# 岡本麻彌
岡本麻彌（日语：／ Okamoto Maya，1967年2月3日—），日本女性配音員、演員、歌手、政治人物。出身於東京都新宿區。身高161cm。B型血。

## 簡介
現在是Dana Works （页面存档备份，存于）所屬（2018年11月1日從NEVERLAND ARTS業務移管轉移），出道以來經歷ARTSVISION→Office薫→橫山智佐個人事務所·Bambina→山口勝平個人事務所·悟空→81 Produce→自由身→NEVERLAND ARTS（2012年11月進入）。

## 來歷
岡本在高中就讀期間，從進入勝田聲優学院進修起家。1985年，當時高2的岡本以OVA《無限地帶23》正式在配音業界出道，同年3月播出的電視動畫《機動戰士Z鋼彈》為女主角愛瑪·辛獻聲而備受矚目。次年1986年的電視動畫《楓葉鎮物語》是岡本第一次聲演主角的作品。同年於美國電視劇《家有阿福》開始廣泛從事海外影集的日文配音。
1988年，岡本與劇作家福田靖等人一起成立劇團Prologue。1989年，於一人芝居「岡本麻『！』」第一次挑戰舞台公演。從此以後，她有一段時間專注於舞台公演的工作。
1991年，岡本為動畫電影《劇場版 魔法陣都市》的角色彩弧由貴配音而再度於配音業界活躍。次年1992年，於世界名作劇場系列《大草原上的小天使 灌叢嬰猴》為主角潔琪〈賈桂琳·羅斯〉獻聲而再次成為她的代表作之一。
1999年，岡本取得綠卡後前往美國留學。2001年9月11日，因為紐約發生恐怖襲擊事件，於是轉往加州洛杉磯發展，直到2006年回國。
2010年7月7日，岡本對外宣布已經結婚，即使因病需要休養，但是在同年8月16日於《櫻花大戰》系列相關活動中宣布復歸，次年於舞台劇櫻花大戰歌謠秀扮演其配音角色繼續參加聲優業和舞台公演的工作。
2018年完成治病，目前在居住地日本持續活動。
在2025年6月18日宣布代表令和新選組出選第27屆日本參議院通常選舉，但最後以21,057票排黨內第四名落選。其在8月14日在個人X帳戶上宣布將擔任黨參議院政策委員。

## 演出
粗體字表示主要角色。

### 電視動畫
1985年
- 機動戰士Z鋼彈（愛瑪·辛）
- 鄰家女孩（夏子）
- 魔法之星愛美（弘田由紀子）

1986年
- 愛少女波麗安娜物語（波麗·賀林頓〈年輕時期〉）
- 甜蜜公主（阿涼）
- 宇宙船人馬座（日语：宇宙船サジタリウス）（安教授[7]）
- 機動戰士鋼彈ZZ（莉娜·艾斯圖[8]）
- 鬼太郎 (第3作)（聰美）
- 青春動畫全集（日语：青春アニメ全集）（峰子）
- Bug甜心（日语：Bugってハニー）（敏恩[來源請求]）
- 天威勇士 克羅諾斯的大逆襲（梅樂蒂亞）
- 楓葉鎮物語（帕媞·霍普拉畢特[9]）

1987年
- 相聚一刻
- 城市獵人（亞月夕子、皆川由貴）
- 新楓葉鎮物語 棕櫚鎮篇（帕媞·霍普拉畢特[10]）

1992年
- 風中少女 金髮珍妮（貝西）
- 大草原上的小天使 灌叢嬰猴（賈桂琳·羅斯〈潔琪〉[11]）

1993年
- 家有賤龍（烏魯烏魯[12]）
- 無責任艦長（春美·中川伍長）

1994年
- 七海的堤可（奈奈美·辛普森的阿姨〈渚〉）
- BLUE SEED（彌生）

1995年
- 愛天使傳說（夏美）
- 怪盗Saint Tail（楓）
- 麵包超人（ススキちゃん）
- VR快打（莎拉·布萊恩[13]）
- 魯邦三世：追尋哈里馬歐的寶藏!!（日语：ルパン三世 ハリマオの財宝を追え!!）（黛安娜[14]）

1996年
- 機動戰艦撫子號（遙·凑）
- 烏龍派出所（小野小町〈初代〉、安室奈美惠打扮的女性）
- 超者萊汀（日语：超者ライディーン）（艾奇朵娜）
- 鋼鐵神兵（B'T米拉裘）
- 魔法少女砂沙美（裸魅亞）
- 名偵探柯南（松本小百合）

1997年
- EAT-MAN（日语：EAT-MAN）（亞尼娜·法伊札爾）
- 吸血姬美夕（森下五月、同僚女性、主婦B）
- 烏龍派出所（珍吉〈第2代〉）
- 天才小魚郎（白瀨沙也加[15]）
- 中華一番！（提亞、一丈青向恩[16]）
- BURN-UP EXCESS（神宮真彌）

1998年
- 魔法陣都市（彩弧由貴）
- 槍神Trigun（瑪莉）
- Night Walker -深夜徘徊者-（日语：Night Walker -真夜中の探偵-）（大塚惠）
- 危險調查員（紛達斯的秘書）
- 桃色姊妹花（日语：ももいろシスターズ）（清水美紀）

1999年
- 麵包超人（坊）

2000年
- 櫻花大戰 (TV動畫)（索蕾塔·織姬[17]）
- 仙魔大戰2000（日语：ビックリマン2000）（回）

2005年
- 陰陽大戰記（大神薄紅）
- 玻璃假面 (2005年版)（鷹宮紫織）
- 冰上萬花筒（多敏妮克·米勒）
- SPEED GRAPHER（弦卷美晴）
- 驚爆危機！The Second Raid（蕾明賈桂琳·維蘭）

2006年
- 黑騎士 ～奧拉克爾的勇者們～（席奈）
- TSUBASA翼 -RESERVoir CHRoNiCLE- 第2期（火煉太夫）
- 工作狂人（荒木雅美）
- 名偵探柯南（目黑美彌）

2007年
- 魔女獵人（B-Lady1號）
- 機神大戰（玲·奧爾德里之）
- 銀魂（阿音）
- 麵包超人（クルクルおコマちゃん）
- D.Gray-man（艾莉亞迪）
- MOONLIGHT MILE 1st Season -Lift off-（日语：MOONLIGHT MILE）
- 完美小姐進化論（森井蘭丸的母親）

2008年
- 花漾明星KIRARIN（檄社代）
- 骷髏13 (2008年版)（琳達）
- SCARECROWMAN THE ANIMATION（日语：スケアクロウマン）（秘書）
- 隱王（六條旭日）
- 波菲的漫長旅程（艾蜜莉亞）
- MAJOR 4th season（潔西卡）
- 幻影少年（九條悠的母親）

2009年
- VIPER'S CREED（日语：VIPER'S CREED）（瑪雅）
- 你好 安妮 ～Before Green Gables（梅麗莎·亨德森）
- 天降之物（哈比2）
- 洋葱和尚朝太郎（日语：ねぎぼうずのあさたろう）（百合）

2010年
- 天降之物f (forte)（哈比2）

2016年
- 麵包超人（泡泡公主〈第3代〉）

2018年
- HUG！光之美少女（藥師寺麗羅）
- 魯邦三世 PART5（黛安娜）

2019年
- 賢者之孫（艾琳·馮·克洛德）

### 電影動畫
1986年
- GREY Digital Target（日语：GREY）（諾瓦）
- 劇場版 楓葉鎮物語（日语：メイプルタウン物語 (1986年の映画)）（帕媞·霍普拉畢特）

1987年
- 新楓葉鎮物語 棕櫚鎮篇 ～你好！新的小鎮～（日语：新メイプルタウン物語 パームタウン編 (1987年の映画)）（帕媞·霍普拉畢特）

1988年
- 劇場版 機動戰士SD鋼彈（日语：機動戦士SDガンダム#劇場版a）（莉娜·艾斯圖）

1990年
- 大耳鼠：愛莉活動大寫真（莉琳）

1991年
- 魔法陣都市 THE MOTION PICTURE（彩弧由貴）

1992年
- 魔法陣都市2 THE MOTION PICTURE（彩弧由貴）

1994年
- 黑暗邊緣（日语：ダークサイド・ブルース）（賽莉亞）

1996年
- 秀逗魔導士RETURN（女格鬥家）

1997年
- 音響生命體噪音人（日语：音響生命体ノイズマン）（玲奈）
- 靈異教師神眉：恐怖的暑假！妖海傳說（渚）

1998年
- 機動戰艦撫子號 -The prince of darkness-（遙·凑）
- 名偵探柯南：第十四號獵物（小山內奈奈[18]）

1999年
- MARCO 尋母三千里（康茜塔·白賓諾）

2001年
- 櫻花大戰 活動寫真（日语：サクラ大戦 活動写真）（索蕾塔·織姬[19]）

2005年
- 劇場版 機動戰士Z鋼彈：A New Translation -星之繼承者-（愛瑪·辛）
- 劇場版 機動戰士Z鋼彈II：A New Translation -戀人們-（愛瑪·辛）

2006年
- 劇場版 機動戰士Z鋼彈III：A New Translation -星之鼓動是愛-（愛瑪·辛）

### OVA
1986年
- Wanna-Be's（日语：ウォナビーズ）
- 閃耀之心 到達不了銀河系（日语：トゥインクルハート 銀河系までとどかない）（檸檬）
- 暴力傑克 後宮爆擊（日语：バイオレンスジャック#バイオレンスジャック ハーレムボンバー）（麻里）
- 魔法之星愛美 蟬時雨（弘田由紀子）
- 無限地帶23（女子1、B·D的愛人）

1987年
- 賽道天使 ～排位的決意～（麻里子）
- 超神傳說系列（天野惠〈初代〉）
- 破邪大星彈劾凰（日语：破邪大星ダンガイオー）（朗巴·諾姆）

1988年
- 機動戰士SD鋼彈（日语：機動戦士SDガンダム）（莉娜·艾斯圖、愛瑪·辛）
- 妖精王（日语：妖精王）

1992年
- 甲龍傳說（日语：甲竜伝説ヴィルガスト）（芳納）

1993年
- 偶像防衛隊（細川麗子）

1994年
- 霸王大系龍騎士 亞迪傳說（桐生）
- 無責任艦長 特別篇（春美·中川伍長）
- 無限地帶23（B·D的愛人）

1995年
- 學校的幽靈（チーコ）
- 魔鬼教師方程式（日语：腐った教師の方程式）（早瀨由理子）
- 彌涅耳瓦的劍士（日语：ミネルバの剣士）（帕朵莉絲）

1996年
- 鐵腕女警
- BURN-UP W（神宮真彌）
- （瀨戶家的母親）

1997年
- 魔域幽靈：獵人（鈴鈴）
- 激鋼牙3 熱血大決戰!!（米耶·米耶）
- 同窗會 Yesterday Once More（日语：同窓会 (ゲーム)）（緒方靜香）
- VS騎士檸檬汽水&40FRESH（テキーラ）
- CPU辣妹（日语：ぶっとび!!CPU）
- 超時空要塞Dynamite 7（萊莎）
- 機械女神J again（NSMX-1）
- 真奈美&奈美 SPRITE（日语：SPRITE (漫画)）（緒方千晃）

1998年
- 魔界轉生（阿京、阿雛）

1999年
- 櫻花大戰 轟華絢爛（索蕾塔·織姬）

2002年
- 櫻花大戰 神崎菫 引退紀念（日语：サクラ大戦 神崎すみれ 引退記念 す・み・れ）（索蕾塔·織姬）

2006年
- 鬼公子炎魔（法印大子）

2008年
- 柳瀨嵩童話劇場 星星之子倫達（日语：やなせたかしメルヘン劇場）

### 網路動畫
2006年
- 幕末機關說（阿駒）

### 遊戲
1988年
- METAL HAWK（日语：メタルホーク）（操作員）
- 夢幻戰士II (X68k)（瓦露納）

1989年
- Xak（日语：サーク）（弗蕾雅·傑爾邦）

1990年
- Xak II（日语：サークII）（弗蕾雅·傑爾邦）

1992年
1993年
- 亞克三部曲（蘇·尼）
- 電腦天使（日语：電脳天使）[注 1]

1994年
- Xak III（日语：サークIII）（弗蕾雅·傑爾邦）

1996年
- 皇家騎士團（西斯媞娜）
- 野野村醫院的人們（日语：野々村病院の人々）（伊藤涼子）

1997年
- EVE burst error（日语：EVE burst error）（御堂真彌子）
- Girl Doll Toy（艾莉卡）
- 機動戰艦撫子號 ～最後果然還是「有愛必勝」？～（遙·凑）
- 機動戰士Z鋼彈（愛瑪·辛）
- 銀河少女傳說3 LIGHTNING ANGEL（日语：銀河お嬢様伝説ユナ）（白皇帝·玉華）
- 超級機器人大戰F（愛瑪·辛、莉娜·艾斯圖）

1998年
- 機動戰艦撫子號 The blank of 3years（遙·凑）
- 銀河少女傳說 ～FINAL EDITION～（白皇帝·玉華）
- 千劍物語（日语：サウザンドアームズ）（薇娜·葛拉普）
- 櫻花大戰2 ～願君平安～（索蕾塔·織姬）
- Sequence Palladium（日语：Sequence Palladium）
- （三條院千種）
- serial experiments lain（柊子）
- 白薔薇的名字（紫苑）
- 超級機器人大戰F 完結篇（愛瑪·辛、莉娜·艾斯圖）
- 初戀物語
- （山下志津香）

1999年
- SD鋼彈 G世代 ZERO（愛瑪·辛、莉娜·艾斯圖、諾蘭·密里根）
- 機動戰艦撫子號 NADESICO THE MISSION（遙·凑）
- 超級機器人大戰完全版（愛瑪·辛、莉娜·艾斯圖）
- （笹川早苗）
- Refrain Love 2（日语：リフレインラブ#リフレインラブ2）（五條砂緒）

2000年
- SD鋼彈 G世代-F（愛瑪·辛、莉娜·艾斯圖）
- 超級機器人大戰α（愛瑪·辛）

2001年
- 櫻花大戰3 ～巴里在燃燒嗎～（索蕾塔·織姬）
- 超級機器人大戰α外傳（愛瑪·辛、莉娜·艾斯圖）

2002年
- 櫻花大戰4 ～戀愛吧少女～（索蕾塔·織姬）
- 超級機器人大戰IMPACT（日语：スーパーロボット大戦IMPACT）（愛瑪·辛、莉娜·艾斯圖、遙·凑、朗巴·諾姆）

2003年
- 機動戰士Z鋼彈 Aeug vs. Titans（日语：機動戦士Ζガンダム エゥーゴvs.ティターンズ）（愛瑪·辛）
- 第2次超級機器人大戰α（愛瑪·辛）

2004年
- 機動戰士鋼彈 鋼彈 vs. Z鋼彈（日语：機動戦士ガンダム ガンダムvs.Ζガンダム）（愛瑪·辛）
- 超級機器人大戰GC（日语：スーパーロボット大戦GC）（愛瑪·辛）

2005年
- 第3次超級機器人大戰α 終焉之銀河（愛瑪·辛）

2006年
- SD鋼彈 G世代 PORTABLE（愛瑪·辛、莉娜·艾斯圖）
- 鋼彈激鬥會戰（愛瑪·辛）

2007年
- SD鋼彈 G世代 SPIRITS（愛瑪·辛、莉娜·艾斯圖）
- 鋼彈激鬥年代記（愛瑪·辛）
- 鋼彈無雙（愛瑪·辛）
- 超級機器人大戰Scramble Commander the 2nd（日语：スーパーロボット大戦Scramble Commander the 2nd）（愛瑪·辛）
- Microsoft Flight Simulator X（日语：Microsoft Flight Simulator X）

2008年
- 鋼彈激鬥宇宙（日语：ガンダムバトルユニバース）（愛瑪·辛）
- 鋼彈無雙2（愛瑪·辛）
- 機動戰士鋼彈 鋼彈 vs. 鋼彈（日语：機動戦士ガンダム ガンダムVS.ガンダム）（愛瑪·辛）
- 超級機器人大戰A PORTABLE（遙·凑）
- 超級機器人大戰Z（愛瑪·辛）
- 戲劇性迷宮 櫻花大戰 ～因為有你～（日语：ドラマチックダンジョン サクラ大戦 〜君あるがため〜）（索蕾塔·織姬）

2009年
- 刺客教條II（帕歐拉）
- SD鋼彈 G世代 WARS（愛瑪·辛、莉娜·艾斯圖）
- 機動戰士鋼彈 鋼彈 vs. 鋼彈NEXT（日语：機動戦士ガンダム ガンダムVS.ガンダムNEXT）（愛瑪·辛）

2010年
- 鋼彈突擊求生戰（日语：ガンダムアサルトサヴァイブ）（愛瑪·辛）
- 鋼彈無雙3（愛瑪·辛）

2011年
- SD鋼彈 G世代 3D（愛瑪·辛）
- SD鋼彈 G世代 WORLD（愛瑪·辛、莉娜·艾斯圖）

2012年
- SD鋼彈 G世代 OVER WORLD（愛瑪·辛、莉娜·艾斯圖）
- 機動戰士鋼彈 極限 vs. 火力全開（日语：機動戦士ガンダム エクストリームバーサス フルブースト）（愛瑪·辛）

2014年
- 機動戰士鋼彈 極限 vs. 全力爆發（日语：機動戦士ガンダム エクストリームバーサス マキシブースト）（愛瑪·辛）
- 第3次超級機器人大戰Z 時獄篇（愛瑪·辛）

2015年
- 超級機器人大戰BX（遙·凑）
- 第3次超級機器人大戰Z 天獄篇（愛瑪·辛）

2016年
- 鎖鏈戰記 ～絆之新大陸～（索蕾塔·織姬[20]）

2018年
- 虔誠花的晚鐘（蘇菲亞[21]）

### 手機遊戲
2010年
- Smile☆Shooter（日语：スマイル☆シューター）（高井冴香）

### 外語配音

#### 演員
張曼玉
- 青蛇（青蛇）
- 東方三俠
  - 東方三俠2：蓬萊之戰
- 警察故事（阿May）※朝日電視台版。
- 雙龍會（芭芭娜）※朝日電視台版。

茱莉·蝶兒
- 愛在黎明破曉時（席琳）
  - 愛在午夜希臘時
  - 愛在日落巴黎時
- 美國狼人在巴黎（賽拉芬·皮格特·麥克德莫特）

西耶娜·蓋爾利
- 惡靈古堡系列（吉兒·范倫廷）
  - 惡靈古堡2：啟示錄 ※富士電視台版。
  - 惡靈古堡4：陰陽界 ※朝日電視台版。
  - 惡靈古堡5：天譴日 ※朝日電視台版[注 2][22]。

#### 電影
- 歌舞線上（英语：A Chorus Line (film)）（比阿特麗斯·安·“貝貝”·本森〈米歇爾·約翰斯頓〉）※富士電視台版。
- 為你瘋狂（英语：Addicted to Love (film)）（梅姬〈梅格·瑞安〉）
- 大蟒蛇：神出鬼沒（丹尼斯·卡爾伯格〈卡瑞·伍爾〉）※DVD版。
- 龍兄虎弟（羅娜〈關之琳〉）※朝日電視台版。
- 飛鷹計劃（艾爾莎〈艾娃·可保·德·加西亞〉）※朝日電視台版。
- 俏奶媽俱樂部（英语：The Baby-Sitters Club (film)）（史泰西·麥吉爾〈布莉·布萊爾（英语：Bre Blair）〉）
- 億萬未婚夫（安妮·雅頓〈蕾妮·齊薇格〉）※朝日電視台版。
- 致命女人香（英语：Bad Girls (1994 film)）（莉莉·拉羅內特〈茱兒·芭莉摩〉）※影碟版。
- 蝙蝠俠4：急凍人（蝙蝠女孩／芭芭拉·威爾森〈艾莉西亞·席薇史東〉）※DVD版。
- 霹靂炮II（英语：Beverly Hills Cop II）（揚·博戈米爾〈艾莉絲·亞岱爾〉）※朝日電視台版。
- 神仙家庭（英语：Bewitched (2005 film)）（伊莎貝爾·畢格羅／薩曼莎·斯蒂芬斯〈妮可·基嫚〉）
- 瀟灑有情天（羅賓·尼克森〈瑪麗-露易斯·帕克〉）
- 脫線家族（英语：The Brady Bunch Movie）（瑪西婭·布雷迪〈克莉絲汀·泰勒（英语：Christine Taylor）〉）
  - 脫線家族2（英语：A Very Brady Sequel）（瑪西婭·布雷迪〈克莉絲汀·泰勒〉）
- 非法入侵（奧納〈韋娜·法米加〉）
- 吸血鬼獵人巴菲（英语：Buffy the Vampire Slayer (film)）（金柏莉·漢娜〈希拉里·斯旺克〉）
- 警網鐵金剛（凱茜〈傑奎琳·比塞特〉）※朝日電視台版[注 3]。
- 百萬金臂（米莉〈珍妮·羅伯遜〉）※朝日電視台版。
- 豹人（英语：Cat People (1982 film)）（艾琳娜·加利爾〈娜妲莎·金斯基〉）※朝日電視台版。
- 龍捲風暴（英语：Category 6: Day of Destruction）（麗貝卡·克恩斯〈錢德拉·韋斯特（英语：Chandra West）〉）※東京電視台版。
- 回到陰陽界（英语：Chances Are (film)）（米蘭達·傑弗里斯〈瑪麗·史都華·麥特森（英语：Mary Stuart Masterson）〉）※影碟版。
- 金甲風暴（英语：Cherry 2000）（櫻桃2000〈潘蜜拉·吉德麗（英语：Pamela Gidley）〉）※東京電視台版。
- 城市獵人（今村清子〈後藤久美子〉）
- 魔鬼司令（珍妮·馬特里克斯〈艾莉莎·米蘭諾〉）※朝日電視台版。
- Comment draguer toutes les filles...（法语：Comment draguer toutes les filles...）（西爾薇〈夏洛特·瓦利歐〉）
- 魔女遊戲（英语：The Craft (film)）（莎拉·貝利〈羅賓·東尼〉）
- 激情年代（艾比蓋兒·威廉斯〈薇諾娜·瑞德〉）
- 高校女特務（英语：D.E.B.S. (2004 film)）（露西·戴蒙德〈喬丹娜·布魯斯特〉）
- 野鴨變鳳凰2（英语：D2: The Mighty Ducks）（米歇爾·麥凱〈凱薩琳·艾貝（英语：Kathryn Erbe）〉）
- 危險獵物（羅賓〈夏儂·威莉（英语：Shannon Whirry）〉）
- 天堂之日（琳達〈琳達·曼茲（英语：Linda Manz）〉）
- 不死殺陣（帕姆〈羅絲·麥高恩〉）
- 幽冥怪谈之魔鬼骑士（英语：Demon Knight）（傑瑞琳〈潔達·蘋姬·史密斯〉）
- 聖誕亮晶晶（英语：Deck the Halls (2006 film)）（凱利·芬奇〈克莉絲汀·戴維斯〉）
- 豬頭晚餐（英语：Dinner for Schmucks）（Julie〈Stéphanie Szostak〉）
- 熱舞17（Frances "Baby" Houseman〈Jennifer Grey〉）
- 滑頭紳士闖通關（英语：The Distinguished Gentleman）（西莉亞·柯比〈維多莉亞·洛威爾（英语：Victoria Rowell）〉）※朝日電視台版。
- 艾曼紐夫人（Emmanuelle〈施維亞·姬絲桃〉）※東京電視台版。
- 死亡召喚者（英语：Evilspeak）（Kelly〈Kathy McCullen〉）
- 死亡實驗（Dora〈Maren Eggert 〉）※東京電視台版。
- 洩密風雲（英语：The Fifth Estate (film)）（比爾基塔·瓊斯多蒂爾〈卡里斯·范·豪滕〉）
- 別闖陰陽界（瑞秋·馬努斯〈茱莉亞·羅勃茲〉）
- 冷血奇兵（英语：Flesh and Blood (1985 film)）（艾格尼絲〈珍妮佛·傑森·李〉）※朝日電視台版。
- 飛寶（英语：Flipper (1996 film)）（荷莉）
- 小狐狸（英语：Foxes (film)）（珍妮〈茱蒂·佛斯特〉）
- 鬼撕人（英语：Fragile (film)）（海倫·佩雷斯〈埃琳纳·安娜亞〉）
- 狂兇記（英语：Frenzy）（Babs Milligan〈Anna Massey〉）※BD版。
- 十三號星期五6（Sissy）※富士電視台版。
- 魔幻樂園（英语：The Funhouse）（Liz〈Largo Woodruff〉）
- 疾風禁區（Roz Harmison〈Anna Friel〉）
- 金玉良言（英语：Good Advice）（Cathy Sherman〈羅珊娜·艾奎特〉）
- 七寶奇謀（英语：The Goonies）（Stephanie "Stef" Steinbrenner〈Martha Plimpton〉）※TBS、新BD版。
- 小精靈（Kate Beringer〈菲比·凱茨〉）※富士電視台版。
- 穿梭陰陽戀（英语：Haunted (1995 film)）（Christina Mariell〈凱特·貝琴薩〉）
- 月光光心慌慌6：黑色驚魂夜（英语：Halloween: The Curse of Michael Myers）（貝絲〈瑪麗亞·奧布賴恩（英语：Mariah O'Brien）〉）
- 透明人2（Maggie Dalton博士〈Laura Regan〉）
- 天涯父子情（英语：Honkytonk Man）（Marlene〈Alexa Kenin〉）
- 鐘樓怪人（英语：The Hunchback (1997 film)）（Esmeralda〈莎瑪·希恩〉）
- 致命ID（巴黎〈阿曼達·皮特〉）※東京電視台版。
- 所向披靡（英语：Invincible (2006 film)）（Janet Cantrell〈伊麗莎白·班克斯〉）
- 紐澤西愛未眠（英语：Jersey Girl (2004 film)）（Maya Harding〈莉芙·泰勒〉）※DVD版。
- 小子難纏2（Kumiko〈Tamlyn Tomita〉）※富士電視台版。
- 唯我獨尊（英语：Kickboxer (1989 film)）
- 老天發威（英语：King Solomon's Mines (1985 film)）（Jesse Huston〈莎朗·史東〉）※東京電視台版。
- 緊急呼叫（日语：緊急呼出し エマージェンシー・コール）（Kathy〈Sharmaine Arnaiz〉）※VHS、DVD版。
- 超脫末日（英语：Last Days (2005 film)）（Asia〈艾莎·阿基多〉）※DVD版。
- 意氣風發（英语：The Last Time I Committed Suicide）（喬安〈克萊兒·馥蘭妮〉）
- 笑傲江湖II 東方不敗（任盈盈〈關之琳〉）※VHS版。
- 戰狼傳說（惠怡〈李若彤〉）
- 猛鬼工廠（英语：The Mangler (film)）（Sherry Ouelette）
- 邁阿密風暴（Trudy Joplin〈娜奧米·哈里斯〉）※東京電視台版。
- 魔宮帝國（英语：Mortal Kombat (film)）（Sonya Blade〈Bridgette Wilson〉）
- 霓虹惡魔（Roberta Hoffman〈克莉絲汀娜·韓翠克絲〉）※BD、DVD版。
- 炸彈追殺令（英语：No Contest (film)） ※VHS、DVD版。
- 長襪子皮皮的新冒險（英语：The New Adventures of Pippi Longstocking）（Pippi〈Tami Erin〉）
- 仲夏夜春夢（英语：One Night at McCool's）（Jewel〈莉芙·泰勒〉）
- 美國往事（小時候的Deborah〈珍妮佛·康納莉〉）※朝日電視台版。
- 終極指令（英语：The Peacekeeper）（Jane〈Monika Schnarre〉）※VHS版。
- 佩姬蘇要出嫁（Beth Bodell〈海倫·亨特〉）
- 情色風暴1997（Althea Flynt〈寇特妮·洛芙〉）
- 胖妹出頭天（英语：Phat Girlz）（Mia〈Joyful Drake〉）
- 索女·喪屍·機關槍（Cherry Darling〈Rose McGowan〉）
- 警察學校7：進軍莫斯科（英语：Police Academy: Mission to Moscow）（Katrina〈克萊兒·馥蘭妮〉）※東京電視台版。
- 赤色黎明（Erica Mason〈莉亞·湯普遜〉）※TBS版。
- 大河女王（英语：River Queen）（Sarah O'Brian〈Samantha Morton〉）
- 新龍鳳配（英语：Sabrina (1995 film)）（Sabrina Fairchild〈Julia Ormond〉）
- 霹靂五號2（英语：Short Circuit 2）（珊迪·巴納托尼〈辛西雅·吉布（英语：Cynthia Gibb）〉）※VHS版。
- 雙面女郎（英语：Single White Female）（海德拉·“海蒂”·卡爾森／艾倫·貝施〈珍妮佛·傑森·李〉）※朝日電視台版。
- 銀色子彈（英语：Silver Bullet (film)）（簡·科斯勞〈梅根·法蘿〉）※朝日電視台版。
- 史蒂芬金之夢遊者（英语：Sleepwalkers (film)）（Tanya Robertson〈Mädchen Amick〉）
- 白蛇傳說（千年雪女〈徐若瑄〉）
- 史黛拉（英语：Stella (1990 film)）（Jenny Claire〈Trini Alvarado〉）※日本電視台版。
- 快打旋風 (1994年電影)（倩咪（日语：キャミィ）〈凱莉·米洛〉）
- 超級瑪利歐兄弟：魔界帝國的女神（黛西公主〈薩曼莎·馬西斯〉）※日本電視台版。
- 坦妮布麗（Maria Alboretto〈Lara Wendel〉）※TBS版[注 4]。
- 歡迎來到殺人勝地（英语：Turistas）（Pru〈Melissa George〉）
- 凡赫辛（Aleera〈Elena Anaya〉）※朝日電視台版。
- 戰爭遊戲（Jennifer Mack〈Ally Sheedy〉）※TBS版。
- 生殺大權（英语：Whose Life Is It Anyway? (film)）（Mary Jo〈Kaki Hunter〉）
- 野蘭花（英语：Wild Orchid (film)）（Claudia Dennis〈Jacqueline Bisset〉）
- 野東西（蘇西·托勒〈內芙·坎貝爾〉）※DVD版。
- Zapped Again！（英语：Zapped Again!）（露西〈凱莉·威廉斯（英语：Kelli Williams）〉）※富士電視台版。

#### 電視影集
- 阿加莎·克里斯蒂：大偵探波洛 (第10季)（Anne Meredith〈Lindsay Marshall〉）
- 家有阿福（林恩·坦納〈安德烈亞·埃爾森（英语：Andrea Elson）〉）
- 艾莉的異想世界 (第5季)（Liza 'Lolita' Bump〈姬絲汀娜·莉芝〉）
- CSI犯罪現場：紐約 (第3季)（Mandi Foster）
- 錦繡豪門（Sammy Jo Carrington〈Heather Locklear〉）※NHK綜合版。
- 急診室的春天（第1季：麗茲〈麗茲·瓦西（英语：Liz Vassey）〉、第3季：凱蒂·里德〈可莉·杜瓦〉、第10季：達利亞·塔斯利茲〈傑西卡·查斯坦〉、第14季：安德魯斯〈伊娃·卡明斯基〉）
- 親情紐帶（勞倫·米勒〈柯特妮·考克斯〉）
- 白色巨塔（楊慈恩〈倪雅倫〉）
- 妖女迷行（Lauren Lewis〈Zoie Palmer〉）
- 百戰天龍（潘妮·帕克〈泰瑞·海契〉）
- 警官瑪契拉（英语：Marcella (TV series)）（瑪賽拉·貝克蘭〈安娜·佛芮（英语：Anna Friel）〉）
- 靈媒緝凶 (第3季)（Debra）
- 五口之家（英语：Party of Five）（Julia Salinger〈內芙·坎貝爾〉）
- 生死一點靈（夏綠蒂·“巧可”·查爾斯〈安娜·佛芮〉）
- 複製陰謀（Mayko Tran〈Mayko Nguyen〉）
- 妙女神探 (第2季)（Kate Graham〈Erin Daniels〉）
- 三國演義（孫夫人）※NHK版。
- 羅馬的榮耀（克婁巴特拉七世）
- X檔案 (第2、3季) ※朝日電視台版。

#### 動畫
- 蝙蝠俠
- 菲力貓（母貓、女瑪雅、崁蒂 等）
- 長襪子皮皮 (1988年版)（皮皮〈塔米·艾琳（英语：Tami Erin）〉）

### 廣播劇CD
1995年
- 聖獸傳承 黑暗天使（日语：聖獣伝承ダークエンジェル）（姜）

1996年
- 結城正美文化學院 鐵腕女警 CD CINEMA 1「誕生篇 All-green」（ヴァイオリン）

2012年
- 天月(3) ～雨夜之月～（日语：あまつき）（紅葉）

### 廣播節目
1994年
- 動畫王國FREEDOM（日语：アニキンFREEDOM）（4月－1998年10月）

2007年
- 若本療癒Bar（日语：癒されBar若本）（第3、4回嘉賓）

2010年
- 魔法陣都市 由貴的誕生日（HiBiKi Radio Station：9月10日－10月1日，通常配信全4回+2010年10月15日公開錄音特輯全1回）

#### 廣播劇
2010年
- （千練雅美，於網路電台劇場HXL時間（日语：ラジオ劇場HXLアワー）網站更新）

### 電視節目
- （富士電視台）

### 非戲院上映
1993年
- 魔法陣都市外傳 幕末闇婦始末記（彩弧由貴）

1996年
- 野野村醫院的人們（日语：野々村病院の人々）（伊藤涼子）

### 電視劇
1994年
- Blue SWAT（神田留美）[注 5]
- 初出茅廬[注 6]

### 舞台
1989年
- 一人芝居

2006年
1998年
- 櫻花大戰歌謠Show（1998年－2011年）（索蕾塔·織姬）

2011年
- 櫻花大戰 紐約星組Live 2011 ～星之繼承者～[23]（索蕾塔·織姬）

2012年
- （FAKE STAR）

2014年
- 櫻花大戰 紐約星組Show 2014 ～享受從現在開始～[24]（索蕾塔·織姬）

## 音樂作品

### 專輯
| 枚數 | 發行日期       | 專輯名稱 | 規格編號  | 最高名次 |
| ---- | -------------- | -------- | --------- | -------- |
| 1st  | 1994年10月19日 |          | ALCA-5013 |          |
| 2nd  | 1998年7月22日  | Pure     | MLCN-3003 |          |

### 迷你專輯
| 枚數 | 發行日期       | 專輯名稱  | 規格編號   | 最高名次 |
| ---- | -------------- | --------- | ---------- | -------- |
| ※    | 1993年3月21日  | RAINY DAY | CRCP-15006 |          |
| 1st  | 1993年11月21日 | enfant    | CRCP-20081 |          |

### 參加作品
1986年
- 楓葉鎮物語 劇場版插入歌（7月）
  - 風船
- 楓葉鎮物語 名曲集（6月，後來在2008年再發盤）

## 其它

### 作詞
- 迷你專輯『enfant』全5首歌曲的作詞

## 腳註

## 外部連結
- 岡本麻彌｜Dana Works （页面存档备份，存于） （日語）
- 岡本麻彌的X（前Twitter） （日語）